# Traffic Light (série télévisée)
Traffic Light (Ados pour toujours) est une série télévisée américaine en treize épisodes de 22 minutes, créée par Adir Miller et Bob Fisher et diffusée entre le 8 février 2011 et le 31 mai 2011 sur le réseau Fox. C'est l'adaptation de la série israélienne Ramzor (en) où le créateur Adir Miller tenait le rôle principal.
En Belgique, la série a été diffusée depuis le 7 juin 2012 sur RTL-TVI puis rediffusée dès le 15 décembre 2012 sur Plug RTL. Elle reste néanmoins inédite dans les autres pays francophones.

## Synopsis
Mike, Adam et Ethan sont trois meilleurs amis de longue date, qui sont maintenant dans la trentaine et qui vivent à Chicago. Chacun de ces hommes se trouve à un stade différent de la vie : Ethan est l'éternelle célibataire, tandis qu'Adam vient d'emménager avec sa petite amie Callie et Mike est marié à Lisa et a un fils. Ils essaient de concilier leur amitié avec les différentes exigences de chacun de leurs relations amoureuses.

## Distribution

### Acteurs principaux
- David Denman (VF : Jérôme Berthoud) : Mike Reilly
- Nelson Franklin (en) (VF : Thomas Roditi) : Adam
- Kris Marshall (VF : Didier Cherbuy) : Ethan Wright
- Liza Lapira (VF : Natacha Muller) : Lisa Reilly
- Aya Cash (VF : Chloé Berthier) : Callie

### Acteurs récurrents
- Rob Huebel (en) (VF : Sébastien Desjours) : Kev (4 épisodes)
- Janina Gavankar (VF : Agathe Schumacher) : Alexa (épisodes 2, 5 et 9)
- Kathryn Hahn : Kate (épisodes 7 et 8)
- Blake Anderson (en) : Tad (épisodes 7 et 9)

### Version française
- Société de doublage : Synchro-France[2]
- Direction artistique : Benoît DuPac
- Source VF : Doublage Séries Database

## Production
Le pilote a été commandé le 22 janvier 2010 sous son titre actuel.
Le casting a débuté à la mi-février 2010 dans cet ordre : Nelson Franklin (en), David Denman, Alexandra Breckenridge (Callie), Kris Marshall et Liza Lapira.
Le 12 mai 2010, Fox commande la série, qui cinq jours plus tard, annonce que la série, désormais sous le titre Mixed Signals, sera diffusée à la mi-saison.
En juin, Alexandra Breckenridge quitte la série et est remplacée par Aya Cash. À la mi-décembre 2010, la série reprend son titre actuel.
Le 10 mai 2011, la série est annulée.

## Épisodes
1. Vieux ados (Pilot)
2. Les Règles du jeu (En Fuego)
3. Du temps pour soi (All the Precedent's Men)
4. (Très) endetté (Credit Balance)
5. Anti héros (Breaking Bread)
6. Une bonne affaire (No Good Deed)
7. Les Besoins de chacun (Stealth Bomber)
8. Ma sœur Kate (Kiss Me Kate)
9. Le Témoin (Best Man)
10. Quelle insulte (Bonebag)
11. En couple ou en solo (Where the Heart Is)
12. Le Pistolet de Tommy (Tommy Guns)
13. Baby-sitter explosive (Help Wanted)